# ماونت کوک ایرلاین
ماونت کوک ایرلاین (به انگلیسی: Mount Cook Airline) یک شرکت هواپیمایی با کد یاتا NM است که در ۱۹۲۰ میلادی تأسیس شده‌است. دفتر مرکزی ماونت کوک ایرلاین در کرایست‌چرچ، نیوزیلند واقع شده‌است و به ۱۴ مقصد، پرواز انجام می‌دهد.